# 5764 (année hébraïque)
5764 (hébreu : ה'תשס"ד , abbr. : תשס"ד) est une année hébraïque qui a commencé à la veille au soir du 27 septembre 2003 et s'est finie le 15 septembre 2004. Cette année a compté 355 jours. Ce fut une année simple dans le cycle métonique, avec un seul mois de Adar. Ce fut la troisième année depuis la dernière année de chemitta.
En l'an 5764, l'État d'Israël a fêté ses 56 ans d'indépendance.

## Calendrier
Ce calendrier hébraïque de l'année 5764 donne les correspondances avec les dates du calendrier grégorien.
Le premier nombre dans chaque case correspond au jour du mois hébraïque. Les jours en couleurs sont des jours remarquables juifs ou israéliens.
| ◄◄ | 5764 | ►► |

## Événements
- Attentat du restaurant Maxim
- Opération Arc-en-ciel

## Naissances
- Oscar Gloukh

## Décès
- Abdel Aziz al-Rantissi
- Naomi Shemer

5759 - 5760 - 5761 - 5762 - 5763 - 5764 - 5765 - 5766 - 5767 - 5768 - 5769